# Manihot mossamedensis
Manihot mossamedensis är en törelväxtart som beskrevs av Paul Hermann Wilhelm Taubert. Manihot mossamedensis ingår i släktet Manihot och familjen törelväxter. Inga underarter finns listade i Catalogue of Life.